# Doopsgezinden
De doopsgezinden, ook wel mennonieten, mennisten, mennisten, dopers of dopersen genoemd, vormen de Nederlandse tak van een van oorsprong radicaal-reformatorische stroming van protestantse christenen, die zich begin 16e eeuw in Friesland afsplitste van de Lutherse reformatie (sacramentariërs), en gelijktijdig in Zwitserland van de zwingliaanse reformatie (Täufer), en die internationaal meestal als de stroming der mennonieten aangeduid wordt. Er waren in Nederland anno 2007 118 doopsgezinde gemeenten (logistiek verenigd in de Algemene Doopsgezinde Sociëteit), met 8362 (per 31 december 2007) leden (270 minder dan per eind 2006). Per eind 2008 was het aantal leden met bijna 400 afgenomen naar 7996. Eind 2009 telden zij nog 7649 leden. Ze zijn vooral te vinden in Friesland, de IJsselsteden en (Noord-)Holland.

## Geschiedenis

Ontstaan van de verschillende stromingen in Nederland

Ontstaansgeschiedenis van kerken in Nederland

### Ontstaan

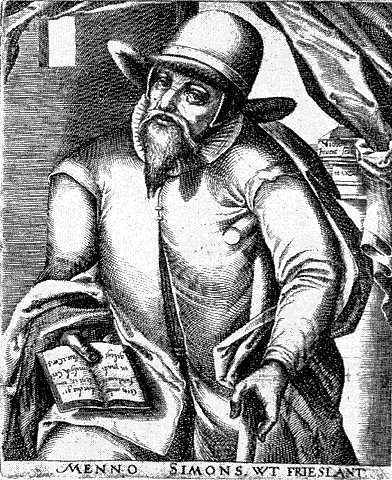
Menno Simons

Mennonieten zijn de volgelingen en geestverwanten van Menno Simons (1496-1561) die naast de bekende kerkhervormers als Luther, Calvijn en Zwingli in zeker opzicht de enige Nederlandse kerkhervormer is. Menno Simons werd, na de teloorgang van de commune van de militant chiliastische wederdopers in Münster (1534-1536, met als leider Jan van Leiden), de spilfiguur en grote inspirator van de beweging van anabaptisten of wederdopers. Met name vanwege de 'uitwas' van het 'Koninkrijk Münster', werd de beweging van (weder)dopers in het algemeen, ook nadat die in vreedzame richting gereorganiseerd werd door Menno Simons, in die tijd scherp vervolgd en onderdrukt, ook door de Lutherse Kerk. Menno Simons, geboren in Witmarsum in Friesland, was na 1536 vooral actief in Friesland en Groningen, tot in wat nu Nedersaksen en Sleeswijk-Holstein in Duitsland is.

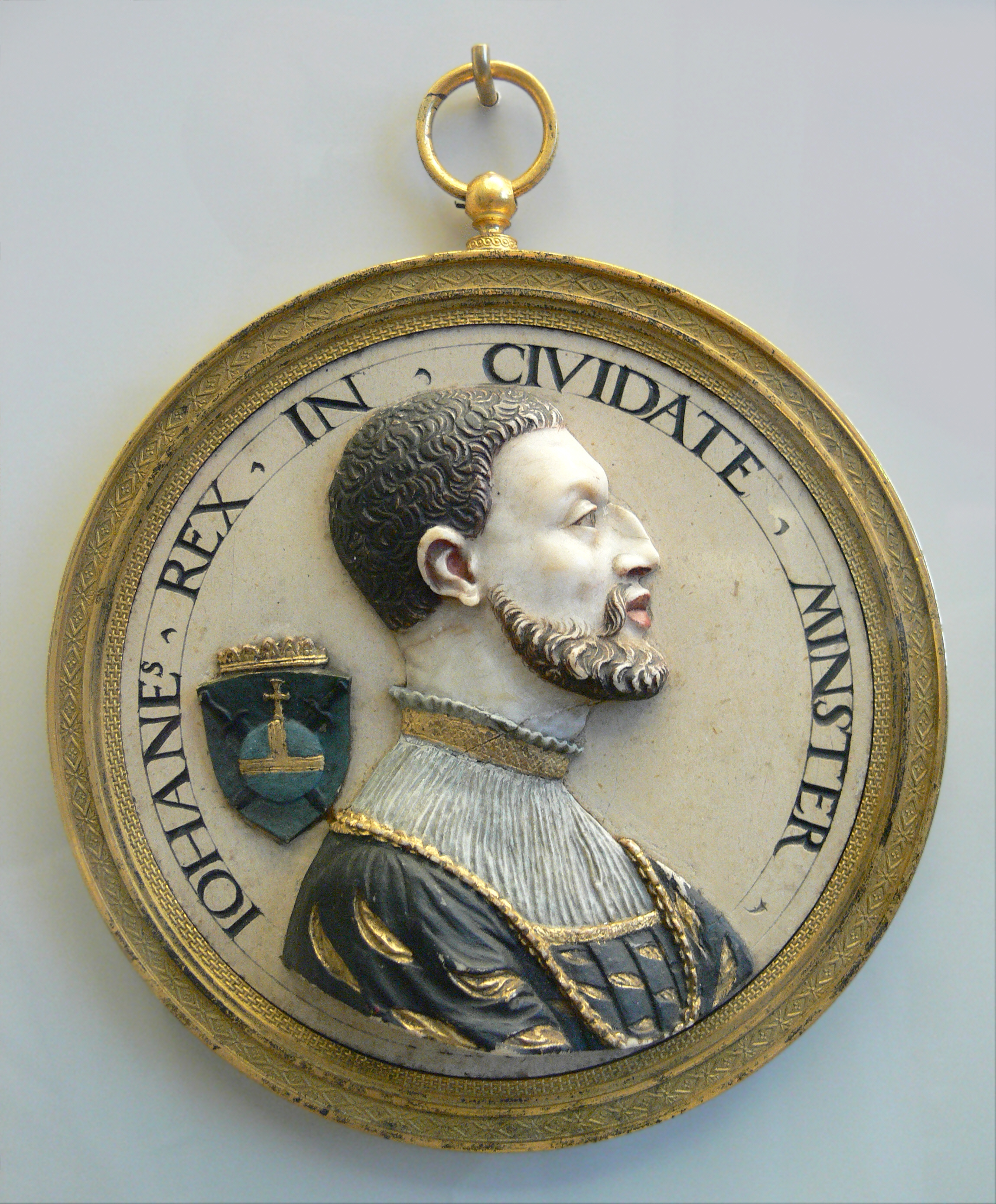
Jan van Leiden Koning der wederdopers ca 1535

De benaming (weder)dopers heeft te maken met hun specifieke kijk op de doop. In plaats van kinderen te laten dopen, zoals dat tot nu nog bij de meeste andere kerken gebruikelijk is, kennen zij slechts de (volwassenen)doop op vrijwillige basis. Bij de doopsgezinden schrijft diegene die zich wil laten dopen, en die daarmee ook als volwaardig lid toetreedt tot de betreffende plaatselijke gemeente, haar of zijn eigen belijdenis. Deze belijdenis is niet gebaseerd op formulieren of leerregels, zoals dat gebruikelijk is in bijvoorbeeld de Protestantse Kerk in Nederland en bij alle soorten gereformeerden.
Een ander belangrijke karakteristiek is dat zij militaire dienst en het dragen van wapens en vroeger ook overheidsdienstneming afwijzen. Dit heeft hen ten tijde van de Republiek der Zeven Verenigde Nederlanden menigmaal in conflict gebracht met stedelijke en ook stadhouderlijke overheden. Zij weigerden dienst te nemen in en diensten te verlenen aan de stedelijke schutterijen.
Als tegendienst bemanden en/of betaalden zij in veel plaatsen in West- en Noord-Nederland de brandwacht/weer.

### Tijdens de Republiek

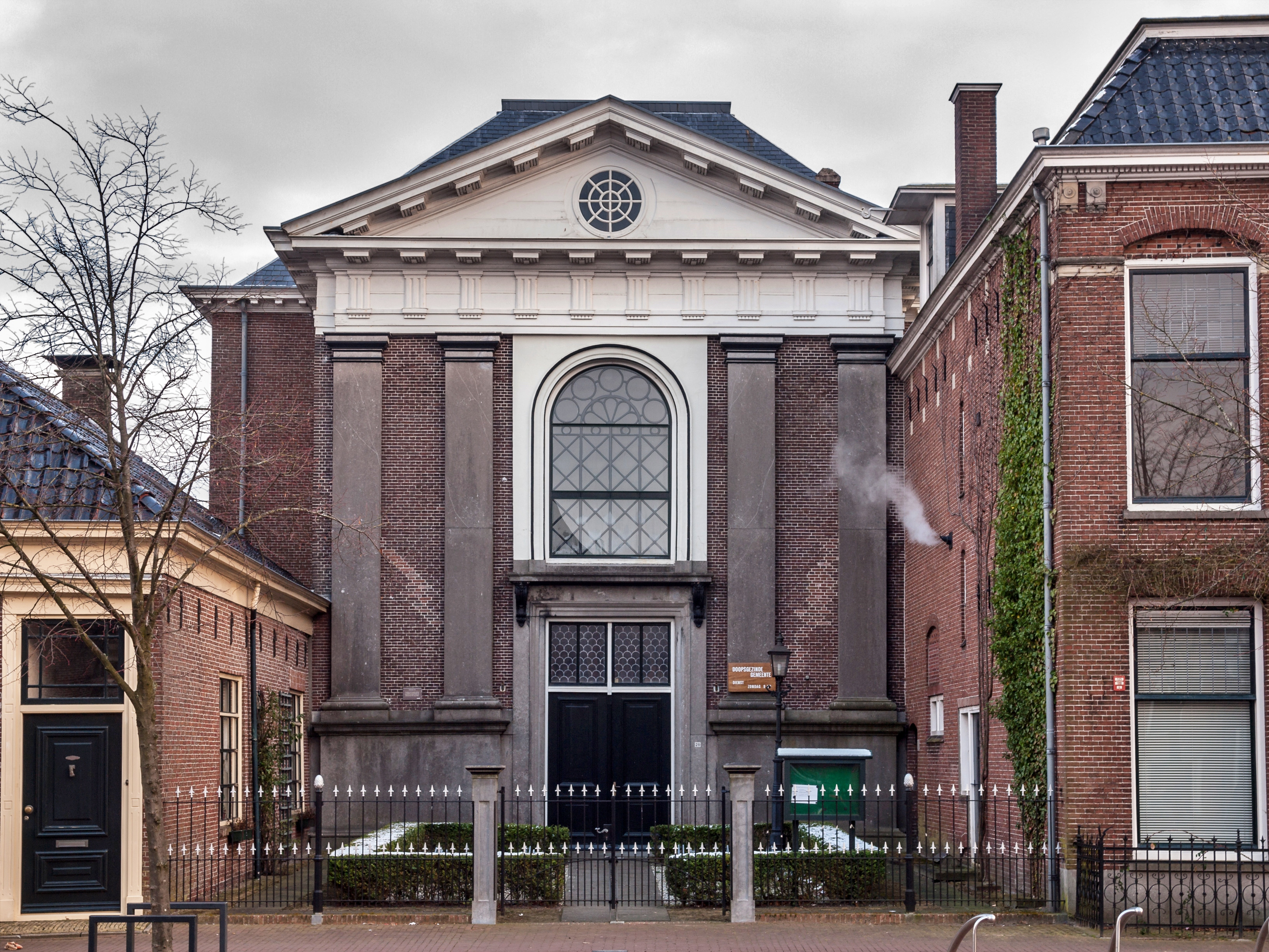
De Doopsgezinde kerk te Sneek staat achter de rooilijn

Tijdens de Republiek ontstonden vier hoofdrichtingen: Waterlanders, Friezen, Hoogduitsers en Vlamingen. De Friezen en Vlamingen splitsten ook weer in Jonge en Oude Friezen en Jonge en Oude Vlamingen. De doopsgezinden werden, net als bijvoorbeeld de Joden en de katholieken 'gedoogd'. Ze waren er wel maar ze mochten hun geloof niet zichtbaar uitoefenen. Deze schuilkerken zijn daarom een eind van de rooilijn van een straat of weg af gebouwd. Soms zelfs zijn ze helemaal niet zichtbaar omdat ze achter de huizen midden in een bouwblok staan (bijvoorbeeld de kerk in Grouw, Haarlem en Deventer). Dat veel mennisten in deze tijd sterk gericht waren op een zuiver leven, blijkt uit de benaming die zij hun kerkgebouwen gaven: de vermaning.
Doopsgezinden werden door de overheden, misschien ook als reactie op de afwerende menniste opstelling, uitgesloten van veel overheidsfuncties. Ook mochten zij geen lid zijn van de gilden. Velen werkten daarom in de (geld)handel. In de gouden eeuw kwam waarschijnlijk daardoor een grote groep mennisten tot grote welvaart. De Vechtstreek boven Utrecht met zijn vele weelderige buitens werd ook wel de "Mennistenhemel" genoemd.
Vanaf de 18e eeuw schoven veel mennisten wat betreft de orthodoxie steeds meer op naar de vrijzinnige hoek. Misschien bracht de maatschappelijk positie die zij in de Republiek hadden met zich mee dat zij meer open stonden voor op verandering gerichte verlichte ideeën.
Bij de Bataafse Revolutie in 1795 hadden verhoudingsgewijs veel doopsgezinden als patriot een actieve rol. Door de invoering van het gelijkberechtigd burgerschap werden zij, evenals de rooms-katholieken en de joden na de revolutie geëmancipeerd. In 1806 werden de gilden opgeheven en konden zij dus ook alle beroepen vrij uitoefenen. Wel werd hun het gewoonterecht tot militaire dienstweigering ontzegd.

### Doopsgezinde gemeente
Tot zeker 1800 werden de volgers mennonieten, mennisten of dopers genoemd. Ergens in de tijd van de grote maatschappelijke veranderingen tijdens de Bataafse Revolutie besloten veel mennisten om zich niet langer meer 'mennist' of 'mennoniet' te noemen maar 'doopsgezinden' of 'dopers'. Daarmee gaven zij misschien aan dat zij zich minder (of niet meer) verbonden of gebonden voelden tot de door Menno Simons gegeven leefregels. In 1801 gingen de diverse richtingen samen als Verenigde Doopsgezinde Gemeenten.
Vanaf het midden van de 19e eeuw stapten veel rechtzinnige doopsgezinden over naar de toen nieuwe Gereformeerde Kerk en de Vrije Evangelische Gemeenten. Ook emigreerden hele groepen naar de Verenigde Staten. Daardoor kreeg de kerk een nog vrijzinniger karakter. Tijdens de verzuiling in de eerste helft van de 20e eeuw behoorden ze tot de zuil waar ook de VPRO uit voort kwam. Dit in tegenstelling tot veel buitenlandse geloofsgenoten, bijvoorbeeld Mennonieten in (ook Zuid-)Amerika (waaronder de zeer conservatieve Amish), die door de eeuwen heen in den vreemde aan hun gewoonten en opvattingen vasthielden, mede een gevolg van regelmatige onderdrukking en verdrijving.
Verhoudingsgewijs worden veel van de gemeenten voorgegaan door vrouwelijke predikanten. De doopsgezinde Kerk was de eerste kerk in Nederland die eind 19e eeuw haar predikantenopleiding openstelde voor vrouwen. De eerste vrouw die in Nederland predikante werd, was de doopsgezinde Anne Zernike. Zij werd in 1911 predikante in de Friese plaats Bovenknijpe.
Voorgangers van de remonstrantse Kerk en van doopsgezinde gemeenten zegenden als eersten homohuwelijken in: op informele wijze al bij partnerschapsregistratie en formeel na de officiële invoering ervan in 2001.

Naast in de V.P.R.O. participeerden de doopsgezinden ook altijd in de Interkerkelijke Omroep Nederland (vroeger IKOR), die in de jaren negentig een doopsgezinde programmadirecteur kreeg: de Groningse jurist Geerten van Empel (1951-1998). Onder hem speelde de controverse rond het uitzenden van The Last Temptation of Christ. Zonder zich aan belijdenissen te binden namen de doopsgezinden tevens vanaf de oprichting deel aan de oecumenische Raad van Kerken. Van 2003 tot 2007 had de Raad een doopsgezinde vicevoorzitter: de Groningse jurist en predikant Fokke R. Fennema.

## Bekende Nederlandse doopsgezinden

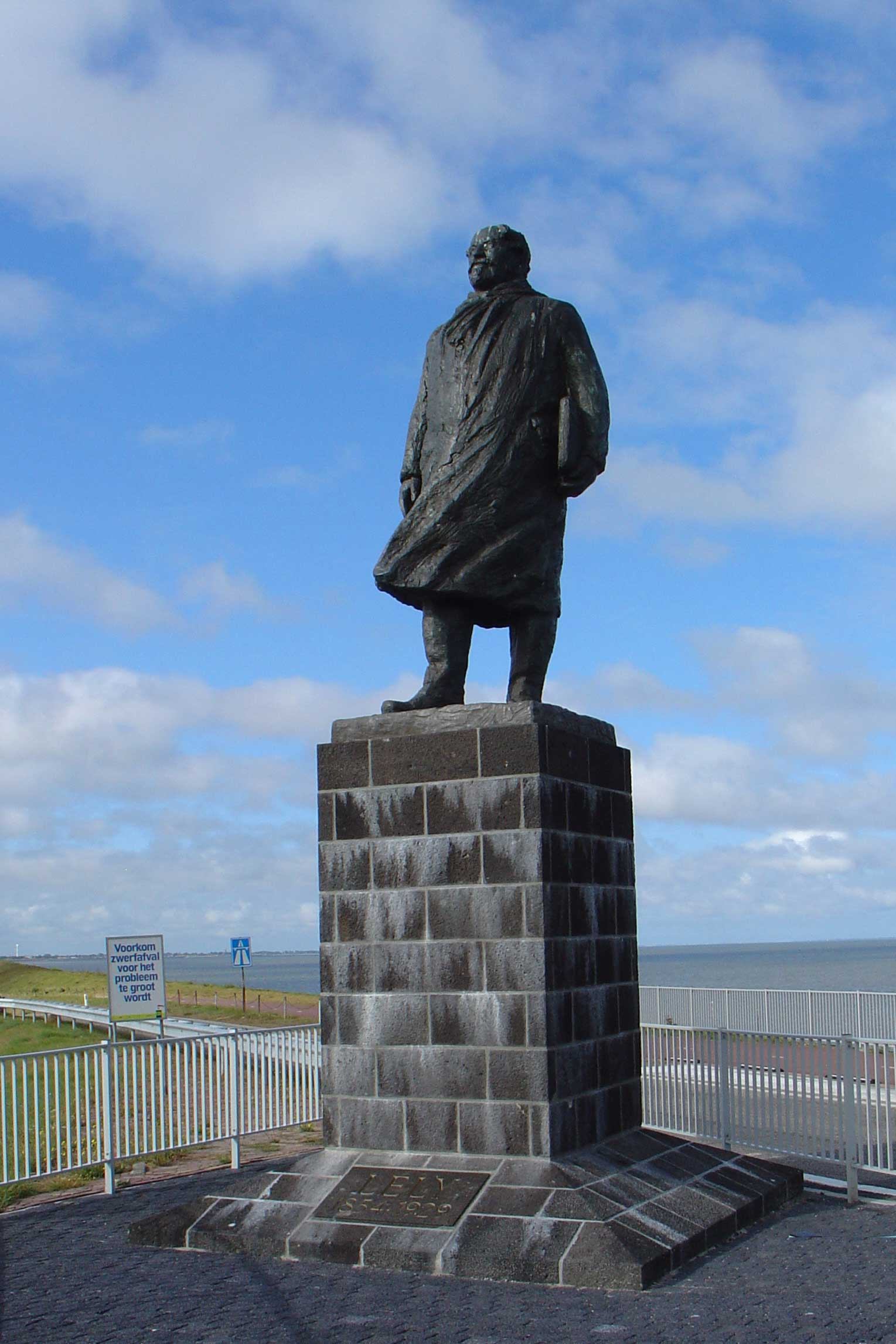
Standbeeld Ir Cornelis Lely op de Afsluitdijk

- Cornelis Jacobsz. Drebbel (1572-1633), graficus, uitvinder en scheikundige
- Jan Adriaanszoon Leeghwater (1575-1650), de man achter vele plannen tot, en de uitvoering van droogmaking van vele polders in West-Nederland
- Joost van den Vondel (1587-1679), dichter en toneelschrijver
- Dirck Rembrantsz van Nierop (1610-1682), astronoom
- Jan van der Heyden (1637-1712), schilder, tekenaar, etser en uitvinder (brandspuit, straatverlichting)
- Wolter ten Cate (1701-1796), Hengeloos ondernemer
- Pieter Teyler van der Hulst (1702-1778), lakenkoopman uit Haarlem en stichter van het Teylers Museum
- Jan Nieuwenhuyzen (1724-1806), doopsgezind predikant en oprichter van de Maatschappij tot Nut van 't Algemeen.
- Aagje Deken (1741-1804), schrijfster
- Tonco Modderman (1745-1802), heer van Oosterbroek (Groningen), advocaat, dichter, politicus, ondernemer
- Rutger Jan Schimmelpenninck (1761-1825), staatshoofd van de Bataafse Republiek van 1805-1806
- Maria Aletta Hulshoff (1781-1846), pacifiste
- Christiaan Pieter van Eeghen (1816 - 1889), bankier
- Anthony Winkler Prins (1817-1908), encyclopedist
- Cornelis Lely (1854-1929), ingenieur, ontwerper van de plannen voor de Zuiderzeewerken
- Johan Huizinga (1872-1945), historicus; grondlegger van de Nederlandse cultuurgeschiedenis
- Jacob Eduard Feenstra (1888-1946), militair en politiefunctionaris
- Jan Romein (1893-1962), historicus
- Johanna E. Kuiper (1896-1956), theologe, vertaalster en kinderboekenschrijfster
- Roelof Kruisinga (1922-2012), politicus (CHU)
- Tob de Bordes (1927-2012), acteur en voordrachtskunstenaar
- Bram van der Lek (1931-2013), bioloog, politicus (PSP)
- Seth Gaaikema (1939-2014), neerlandicus, vertaler en cabaretier
- Dick Tommel (1942-2023), politicus (D66)
- Winnie Sorgdrager (1948), politica (D66)
- Annemarie Jorritsma (1950), politica (VVD)
- Krista van Velzen (1974), politica (SP)

Ook de Zaanse families Verkade, Duyvis en Honig als voedselfabrikanten, en de Zaanse familie Heijn als grondlegger van de supermarktketen Albert Heijn en de familie Schoen van de verffabriek de Lelie waren/zijn doopsgezind.